# Tuulikki Pietilä
Ida Helmi Tuulikki Pietilä, född 18 februari 1917 i Seattle i Washington i USA, död 23 februari 2009 i Helsingfors, var en finländsk illustratör och professor i grafisk konst. Hon fick 1963 Pro Finlandia-medaljen och 1982 professors namn. 

## Biografi

### Studier och tidiga år
Pietilä föddes i USA och flyttade i treårsåldern med sin familj till Finland, där de bosatte sig i Åbo. Hon utbildade sig på Åbo ritskola 1933–1936 och därefter på Finska Konstföreningens ritskola i Helsingfors 1936–1940. Redan på 1930-talet började hon delta i utställningar, både i Finland och utomlands. Under andra världskriget tjänstgjorde hon i tre år vid fronten i Östkarelen, där hon ingick i arméns informationsavdelning. Efter kriget begav hon sig till Sverige, där hon inledningsvis tog hand om de finska krigsbarnen i Halmstad för att 1945 börja studera grafisk konst vid Konstfack i Stockholm, där hon läste fram till 1949. Hon levde nästan ett årtionde i Sverige och Frankrike (studier på Fernand Légers konstskola i Paris 1949–1953).
År 1954 återvände Tuulikki Pietilä permanent till Finland och blev känd som en av landets främsta grafiker. Åren 1956–1960 var hon lärare i grafik vid Konstakademins skola i Helsingfors.

### Åren med Tove Jansson
Julen 1955 blev Pietilä närmare bekant med Tove Jansson, och de två var från början av 1956 ett kärlekspar. De hade tidigare endast råkats som 1930-talsstudenter vid Ateneum, där Jansson var tre år äldre. Under sina år tillsammans ägnade paret mycken tid åt resor och sommarvistelser på skärgårdsön Klovharun (i Borgå skärgård). De gav 1996 ut boken Anteckningar från en ö, och Pietilä producerade filmen Haru – de ensammas ö tillsammans med Tove Jansson.
Pietilä var förebild till Tove Janssons figur Too-ticki. Samtidigt gav hon i viss mån avkall på sin egen karriär som konstnär för att assistera Tove Jansson i hennes allt mer framgångsrika dito. Trots detta deltog hon i över 100 internationella utställningar av finländsk konst. Under 1960-talet ställde hon årligen ut tillsammans med andra medlemmar av "Purnugruppen", där alla konstnärerna var födda 1917.

### Produktioner och stil
Hon gav 1978 ut en lärobok om metallgrafik. 1982 medverkade hon i en bok om träsnitt.
Pietiläs mångsidiga produktion utmärktes av en grafisk renhet och ett skickligt utnyttjande av torrnålens möjligheter. Hon arbetade med abstrakta kompositioner och figurativa, fantasibetonade scenerier, liksom med naturscenerier. Många av verken hade motiv från Pellinge skärgård, där hon tillbringade många somrar.
Tuulikki Pietilä erhöll 1963 Pro Finlandia-medaljen, och 1982 mottog hon professors titel.

### Familj
Sedan 1950-talet var Pietilä och Tove Jansson ett par. Hon var syster till arkitekten Reima Pietilä.

## Verklista (urval)

### Böcker
- 1987 – Jansson Tove, Ilmonen Anneli, Perkko Elli, Pietilä Tuulikki, Oittinen Riitta, red (1987). Mumin: Mumindalen, Tammerfors konstmuseum. Tammerfors konstmuseum. ISBN 951-99828-7-6
- 1996 – Jansson, Tove; Pietilä Tuulikki. Anteckningar från en ö. Stockholm: Bonnier. ISBN 91-0-056322-6

### Övrigt
- 1947 – Hirdman, Arne (1947). Tydor. Stockholm: Norlin. Libris 1400532 (illustrationer)
- 1984 – Grafik-Nytt. ”[Tuulikki Pietilä]”. Grafiknytt (Stockholm: Grafiska sällskapet, 1958–) 1984:6:  sid. 30. ISSN 0346-9727. (artikel)